# Andrew Ian Cooper
Andrew Ian Cooper FRS é professor de química da Universidade de Liverpool.

## Formação
Cooper estudou na Universidade de Nottingham, onde obteve um PhD orientado por Martyn Poliakoff.

## Prêmios e distinções
Cooper foi eleito membro da Royal Society em 2015. Recebeu a Medalha Corday–Morgan de 2009 e a Medalha Hughes de 2019.